# Stelletta pudica
Stelletta pudica är en svampdjursart som först beskrevs av Wiedenmayer 1977.  Stelletta pudica ingår i släktet Stelletta och familjen Ancorinidae.
Artens utbredningsområde är Bahamas. Inga underarter finns listade i Catalogue of Life.